# Escravidão nos Estados Unidos

Animação dos territórios e estados dos Estados Unidos que proibiam e permitiam a escravidão, 1789–1861.

A Escravidão nos Estados Unidos foi uma instituição legal de escravização, principalmente de africanos e afro-americanos, chegando ao seu auge nos séculos XVIII e XIX. A escravidão praticada na América do Norte existia desde o período colonial, com os primeiros escravos africanos chegando aos Estados Unidos continentais em 1526 (quase três décadas após a chegada da primeira expedição europeia ao Novo Mundo) trazidos pelos espanhóis. Já nas Treze Colônias, os primeiros escravos da América Britânica chegaram na recém fundada cidade de Jamestown, Virgínia, em 1619. No período da Declaração de Independência dos Estados Unidos, em 1776, a escravidão era legal e presente em todas as Treze Colônias. Em 1865, quando foi abolida pela Décima Terceira Emenda da Constituição, ela estava presente em metade dos estados da União. Como um sistema laboral, foi vital para o sucesso econômico dos Estados Unidos no começo de sua história e quando foi feito ilegal, foi substituída nas fazendas por sharecropping (uma forma de parceria rural) e trabalhos forçados de presos do sistema carcerário, mirando principalmente afro-americanos, que continuaram em um sistema análogo a escravidão por quase um século após a guerra civil de 1861-65.

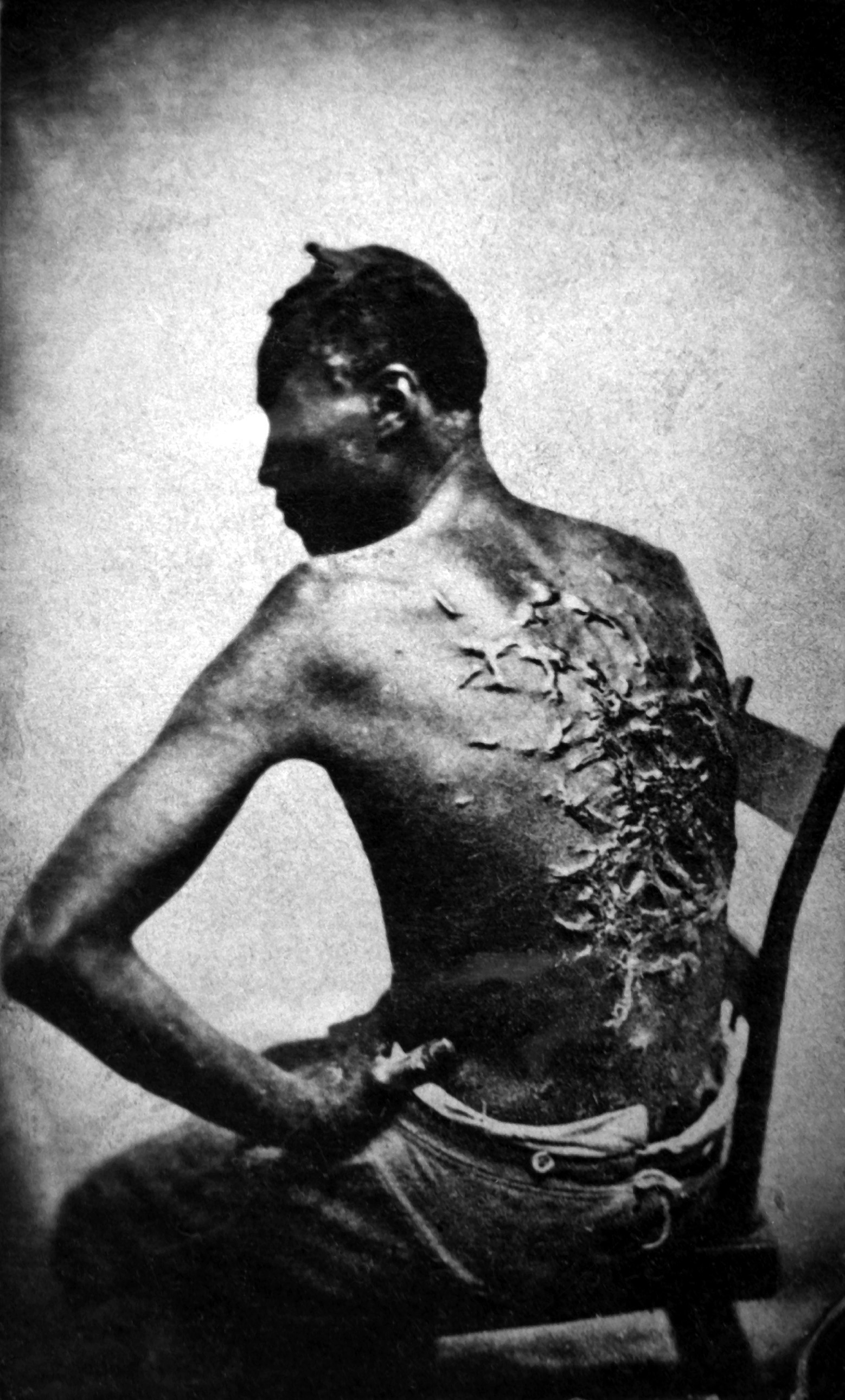
Gordon, um escravo de Baton Rouge, Louisiana, em 1863. As cicatrizes são resultado das chibatadas de seu capataz, que foi afastado logo após o fato. Foram necessários dois meses para se recuperar do açoitamento.

No período da Revolução Americana (1775–1783), o status de escravo havia sido institucionalizado como uma casta racial, na parte mais baixa da hierarquia social, formada quase que exclusivamente por negros de ascendência africana, amparada por provisões legais dentro Constituição do país. Em 1789, o número de pessoas de cor livres que eram cidadãos e podiam votar era quase nulo. Porém, pouco tempo depois da guerra de independência, as primeiras leis abolicionistas foram passadas nos estados do norte e o movimento para abolir a escravidão cresceu na primeira metade do século XIX. Os estados nortenhos dependiam de mão de obra livre e a maioria tinha abolido a escravidão por volta de 1805 (embora nem todos os escravos tenham sido libertados imediatamente). A expansão rápida da indústria do algodão no extremo sul após a invenção da máquina de tecer, fez com que a demanda por trabalho escravo no sul dos Estados Unidos aumentasse exponencialmente. Os estados escravagistas tentaram expandir a escravidão para os estados novos formados nos territórios do oeste para que assim eles pudessem manter sua influência política pela nação. Os líderes políticos sulistas queriam anexar Cuba como um território escravagista. A questão da escravidão continuaria a polarizar politicamente os Estados Unidos durante toda a primeira metade do século XIX, efetivamente dividindo o país entre os estados escravos e livres, na altura da linha Mason–Dixon.
Durante o governo de Thomas Jefferson, o Congresso dos Estados Unidos passou uma lei proibindo a importação de escravos, em 1808, embora o tráfico ilegal, via Flórida espanhola, continuasse comum. O comércio interno de escravos, contudo, permaneceu legal e cresceu consideravelmente já que a demanda das plantações, movida principalmente pelo algodão no sul, aumentava ano a ano. Na primeira metade do século XIX, mais de um milhão de escravos foram vendidos no sul, especialmente próximos a fronteira, e levados para as plantações no extremo sul do país em migrações forçadas. Nesse contexto, embora crianças não pudessem ser separadas de suas mães antes de completarem 12 anos, a prática era comum, assim como estupros a mulheres. Embora passassem por um processo de desumanização e maus tratos, as comunidades afro-americanas no sul foram se desenvolvendo e tentavam preservar sua cultura. Em 1865, havia mais de 4 milhões de afro-americanos em condição de escravidão. No sul dos Estados Unidos, em 1860, eles eram 3,5 milhões (31% da população), com 25% das famílias brancas no sul tendo ao menos um escravo trabalhando para eles de forma permanente (aluguel de escravos também era uma opção comum para aqueles que não podiam pagar para manter um). No país como um todo, antes da guerra civil começar, cerca de 8% das famílias de americanos brancos tinha escravos.
Com novos estados sendo criados no oeste dos Estados Unidos após anos de expansão dos assentamentos, os governos dos estados do sul começaram a tentar manter o balanço de poder no país entre o número de estados que eram escravagistas e os que eram livres, para assim manter o controle político sobre o Congresso, garantindo a preservação da escravidão como uma instituição legal. Os novos territórios adquiridos dos britânicos, franceses e mexicanos geraram vários compromissos políticos e negociações em Washington. Em 1850, os estados do sul, cada vez mais ricos com o comércio de algodão, começaram a ameaçar o Norte de secessão caso a escravidão fosse abolida e as tensões com os estados abolicionistas continuou. Muitos cristãos sulistas, incluindo ministros de igrejas, tentavam justificar sua posição pró escravidão com passagens bíblicas e uma noção de "paternalismo cristão". As maiores denominações — os batistas, metodistas e os presbiterianos — se dividiam em relação a escravidão, com os nortenhos se opondo e os sulistas em apoio.

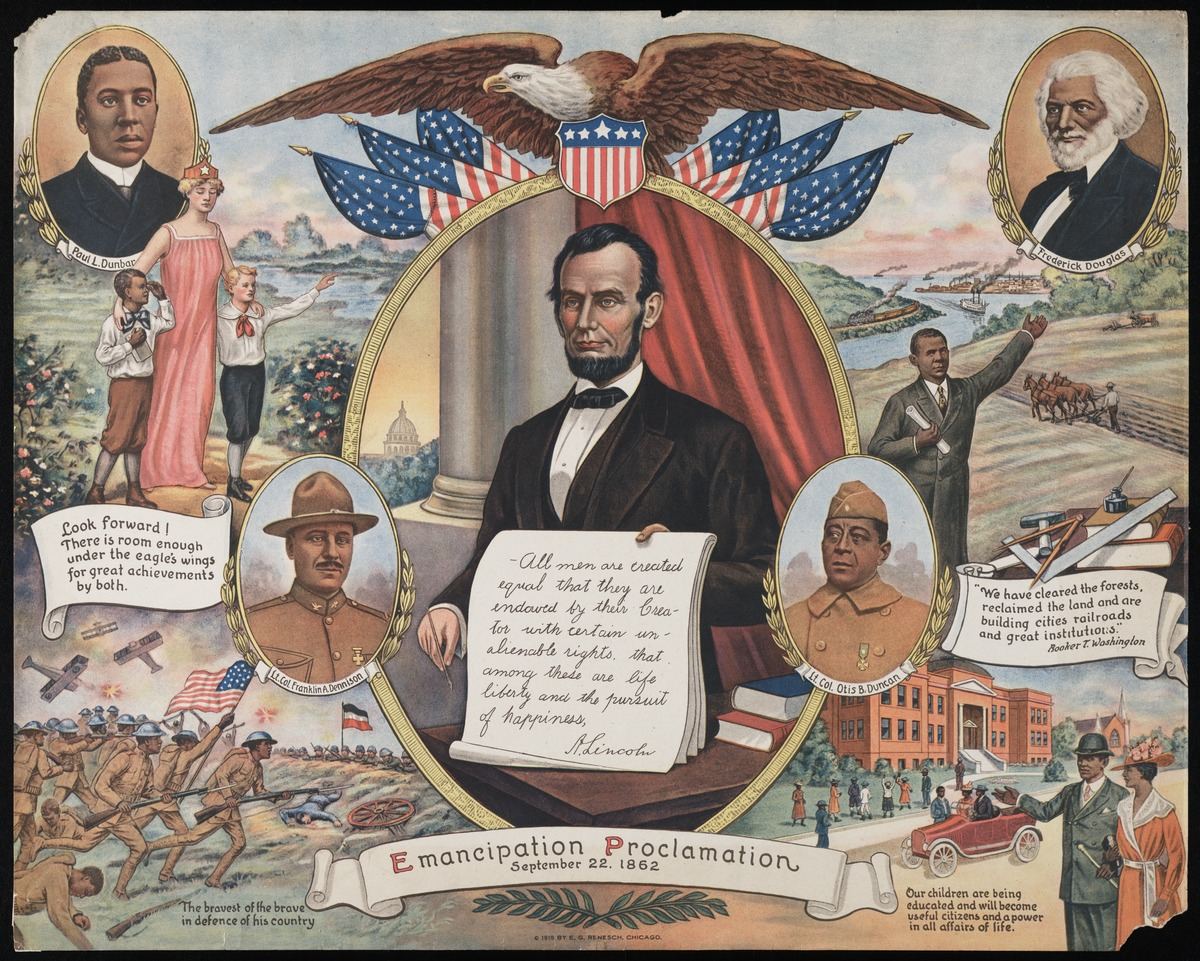
Representação da proclamação do fim da escravidão (E.G. Renesch).

Em 1860, Abraham Lincoln venceu as eleições presidenciais com uma plataforma de deter a expansão da escravidão nos Estados Unidos. Temendo que Lincoln implementasse leis antiescravagistas, sete estados romperam com a União antes mesmo do presidente-eleito assumir o cargo. Quando outros quatro estados sulistas se uniram a esses sete, eles formaram os Estados Confederados da América com o intuito declarado de "preservar suas culturas e tradições" e manter a instituição da escravidão. Os estados que optaram pela secessão mais cedo eram aqueles que detinham o maior número de escravos e tinham uma economia completamente dependente de trabalhos forçados. O que se seguiu foi uma guerra civil que durou quatro anos e matou mais de 600 mil pessoas. Durante a guerra, a União passou as chamadas "leis de confisco", capturando e libertando os escravos do sul, até que, em 1863, o presidente Lincoln assinou a Proclamação de Emancipação, que efetivamente libertava todos os escravos do sul e tornou a guerra contra a independência do sul em uma "cruzada moral" contra a escravidão. Em 1865, foi passada a Décima Terceira Emenda à Constituição americana, abolindo a escravidão em todo o território dos Estados Unidos (embora alguns estudiosos argumentam que a escravidão continua em formas modernas dentro do sistema prisional).

## Guerra Civil Americana

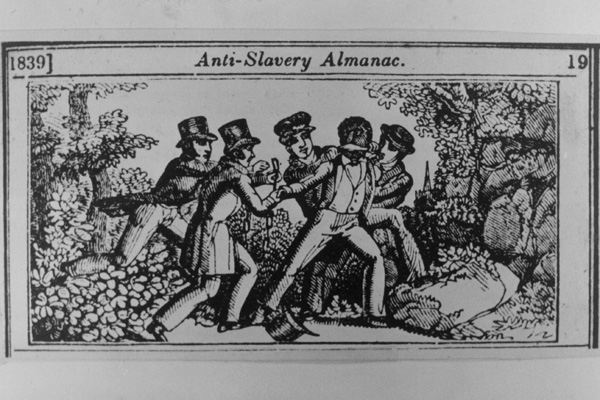
"Patrulhadores de escravos", compostos majoritariamente de brancos pobres, tinham a autoridade de parar, revistar, torturar e até matar escravos que violassem os códigos do escravo americano. Acima, caricatura nortista dos patrulheiros capturando um escravo fugitivo, em um almanaque abolicionista.

A questão da escravidão na Guerra Civil Americana é um ponto controverso na historiografia, uma vez que não há análise alguma medida "definitiva" sobre a relação entre a Guerra Civil Americana e a escravidão nos Estados Unidos. Assim, qualquer posição tomada para a resolução desta questão pode, em maior ou menor grau, encontrar apoio em alguma bibliografia, documentos importantes. Quanto a questão da escravidão antes da Guerra da Secessão, houve uma tentativa dos britânicos cederem alforria para todos os escravos que combatesse os esforços de separação dos Estados Unidos com relação a coroa britânica.

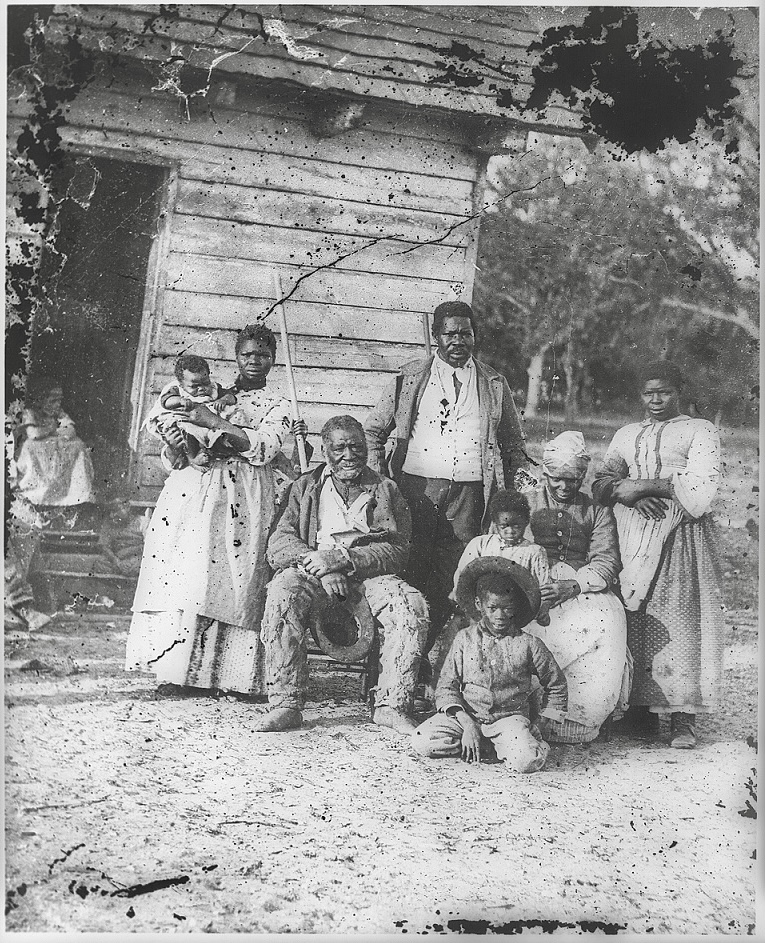
Quatro gerações de uma família anteriormente escravizada, fotografada por Timothy H. O'Sullivan na plantação confiscada de J. J. Smith em Beaufort, na Carolina do Sul (agora Hospital Naval de Beaufort), durante o Experimento Port Royal, em 1862.

Na origem da guerra tem-se, grosseiro modo, a escravidão e dois modelos econômicos opostos. O norte em expansão econômica graças à industrialização, à proteção ao mercado interno e à mão de obra livre e assalariada, e o sul numa economia baseada na plantação e no escravismo. As diferenças entre os estados do norte e do sul, ao contrário da dicotomização feita por alguns estudiosos, não são tão acentuadas, como diz Lewis C. Gray:
"Gray considera o sistema de plantation indissoluvelmente ligado ao desenvolvimento internacional do capitalismo. Ressalta a necessidade para a plantation de largo emprego de capital, sua forte tendência à especialização numa única cultura e sua comercialização, e afirma que estes fatores foram parecidos com a revolução industrial".
O caráter capitalista da plantation escravista do sul, análogo aos estados do norte, era em certa medida uma contradição interna ao sistema. Uma economia escravista tende a inibir o desenvolvimento econômico de uma sociedade capitalista, tal como apontado por Max Weber em seu livro The Theory of Social and Economic Organization. Além disso, o retorno dos lucros de volta à produção, presente no norte industrializado, não ocorria da mesma forma nos estados do sul, que tinha uma acentuada tendência a um consumo intenso. Assim, norte e sul diferem-se na medida em que o primeiro possui um progresso econômico qualitativo (retorno dos lucros à produção), e o sul, por sua vez, ao dirigir seus lucros em escravos e terras, possui um progresso econômico quantitativo, levando em consideração a baixa produtividade da mão de obra escrava. Esse fato se deve à mentalidade escravista do proprietário sulista, que investia em escravos pois "dava prestígio e segurança econômica e social numa sociedade dominada pelos plantadores". Os consequentes saltos qualitativos na produção nortista levou os proprietários sulistas a uma aguda disputa com os proprietários do norte. Se for aceita a condição capitalista para os estados do sul, assim como para os estados do norte, tem-se então uma sociedade capitalista que impediu o desenvolvimento do próprio capitalismo, fato que historicamente tende a revoltas, guerras e revoluções, ainda mais considerando que o sul apresentava problemas de produção de produtos para o consumo interno. Talvez possa ser possível aqui inferir que escravidão engendrou uma estagnação econômica nos estados do sul, que por sua vez entraram em conflito com o norte cada vez mais produtivo, gerando assim a guerra civil estadunidense. A relação entre brancos proprietários de escravos e brancos não proprietários também foi um fator que provavelmente gerou disputas pela hegemonia num país possuidor de uma nítida linha divisória entre o norte industrializado e abolicionista, e os estados do sul dos Estados Unidos – latifundiários, aristocratas e escravagistas, pois o uso de mão de obra escrava impedia o emprego de brancos e desestimulava a imigração de europeus para o sul aristocrático.
Relatos do escravo Frederick Douglass mostram que algumas plantações não forçavam seus escravos a trabalharem no Natal. O motivo não era altruísta, essa folga era concedida para liberar tensão entre os trabalhadores, para que eles continuassem sendo explorados por mais um ano. Não era uma prática comum a todos os donos de escravos, mas pelos relatos, não era algo tão raro também.
Apesar de o tráfico de escravos ser proibido em 1815, o contrabando continuou até o ano de 1860, enquanto no norte crescia a campanha pela abolição. O Compromisso do Missouri, de 1820, autoriza a escravidão apenas abaixo do paralelo 36º. O apoio que ainda poderia existir no Norte a favor da escravidão esvaiu-se com o livro A Cabana do Pai Tomás (em português, do original em inglês "Uncle Tom's Cabin"), de Harriet Elizabeth Stowe, uma ardente abolicionista que o publicou em 1852. No final de 1860, o estado da Carolina do Sul já havia se declarado fora da União, fato este que culminou na formação dos Estados Confederados da América. Poucos meses após a eleição de Abraham Lincoln (1809-1865), um republicano contrário à escravidão, a confederação, de cunho separatista, já aglomerava 11 estados (Virgínia, Carolina do Norte, Carolina do Sul, Geórgia, Flórida, Alabama, Mississippi, Louisiana, Arkansas, Texas e Tennessee).
Assim, a guerra civil se deflagra e deixa um saldo de centenas de milhares de mortos e uma legião de negros marginalizados. Nenhum programa governamental é previsto para sua integração profissional e econômica. O Sul permanece militarmente, mas isso acontece até 1877, favorecendo o surgimento de outras novas religiões como uma que se chama Os cavaleiros da Camélia Branca, essa perseguia os negros violentamente e defendia a segregação racial.
Todas essas diferenças elencadas, não só nos aspectos produtivos, mas também em diferenças de mentalidades, tal como observadas por Tocqueville, estão diretamente ligadas à questão da escravidão. O orgulho pela plantation sulista, a posse de escravos, os problemas produtivos — tudo remete à escravidão, fator que pretendeu-se colocar como força matriz da Guerra Civil.